# この星に生まれて
『この星に生まれて』（このほしにうまれて）は杉本竜一が作詞・作曲した楽曲。NHK番組『生きもの地球紀行』の2代目エンディング主題歌で、HARUKAが歌い、1996年8月15日発売のCD『この星に生まれて〜NHK「生きもの地球紀行」サウンドトラック2』に収録された。
主に小学校・中学校の合唱曲や、卒業式に歌う曲として人気を集めており、多数の合唱編曲が存在する。
1997年に行われたダークダックスのリサイタル「ふるさと紀行」において、委嘱したオリジナル曲としてこの曲が記載されている(なお、同年発売されたCDにこの曲は収録されていない)。
2002年以後、音楽の教科書に何度か掲載されている。